# Польська футбольна перша ліга 2015—2016
Польська футбольна перша ліга 2015–16 — це восьмий сезон польської першої ліги з футболу з її нинішньою назвою та шістдесят восьмий як другий найсильніший дивізіон за розподілом у польській футбольній ієрархії. Сезон розпочався 1 серпня 2015 року.
Відповідно до вимог кожна команда має мати в основному складі принаймні одного гравця молодіжної команди (1995 року народження або пізніше) у заявці на кожну гру (крім випадків коли тільки гравець має дискваліфікацію або він не в змозі продовжити гру).

## Учасники
У чемпіонаті візьмуть участь 18 команд:
| Команда                | Місто      | Стадіон                          | Місткість стадіону |
| ---------------------- | ---------- | -------------------------------- | ------------------ |
| Арка (Гдиня)           | Гдиня      | «Стадіон GOSiR»                  | 15,139             |
| «Битовія»              | Битів      | «Стадіон MOSiR»                  | 1,500              |
| «Хойнічанка»           | Хойніце    | «Міський стадіон»                | 3,000              |
| «Хробри»               | Глогув     | «Стадіон Хробри Глогув»          | 2,817              |
| Долькан (Зомбки)       | Зомбки     | «Стадіон Долькан Зомбки»         | 2,839              |
| ГКС (Белхатув)         | Белхатув   | «ГІЄКСА Арена»                   | 5,238              |
| ГКС (Катовиці)         | Катовиці   | «Стадіон ҐКС Катовиці»           | 9,511              |
| «Медзь»                | Легниця    | «Міський стадіон»                | 6,244              |
| МКС (Ключборк)         | Ключборк   | Міський стадіон                  | 2,386              |
| «Олімпія» (Грудзьондз) | Грудзьондз | «Міський стадіон»                | 5,000              |
| «Погонь» (Седльце)     | Седльце    | «Стадіон ROSRRiT»                | 2,901              |
| «Розвуй» (Катовиці)    | Катовиці   | «Стадіон Розвуй»                 | 2,472              |
| ФК «Сандеція»          | Новий Сонч | «ім. Отця Владислава Аугустинка» | 5,000              |
| ОКС Стоміл             | Ольштин    | «Міський стадіон»                | 4,998              |
| ФК «Вігри»             | Сувалки    | «Міський стадіон»                | 1,800              |
| Вісла (Плоцьк)         | Плоцьк     | «Стадіон Казімеж Гурський»       | 10,978             |
| «Заглембє» (Сосновець) | Сосновець  | «Стадіон Людовий»                | 7,500              |
| Завіша (Бидгощ)        | Бидгощ     | «ім. Здзіслава Кшишков'яка»      | 20,247             |

## Турнірна таблиця
| М   | Команда                | І  | В  | Н  | П  | МЗ | МП | РМ  | О  |
| --- | ---------------------- | -- | -- | -- | -- | -- | -- | --- | -- |
| 1.  | Арка (Гдиня)           | 34 | 19 | 12 | 3  | 60 | 29 | +31 | 69 |
| 2.  | Вісла (Плоцьк)         | 34 | 19 | 6  | 9  | 51 | 28 | +23 | 63 |
| 3.  | Заглембє               | 34 | 16 | 4  | 14 | 53 | 53 | 0   | 52 |
| 4.  | ГКС Катовиці           | 34 | 15 | 7  | 12 | 42 | 36 | +6  | 52 |
| 5.  | Завіша (Бидгощ)        | 34 | 15 | 7  | 12 | 57 | 51 | +6  | 52 |
| 6.  | Хробри                 | 34 | 14 | 9  | 11 | 47 | 33 | +14 | 51 |
| 7.  | Медзь                  | 34 | 13 | 12 | 9  | 41 | 34 | +7  | 51 |
| 8.  | Битовія                | 34 | 11 | 15 | 8  | 46 | 44 | +2  | 48 |
| 9.  | Сандеція               | 34 | 13 | 8  | 13 | 51 | 43 | +8  | 47 |
| 10. | Вігри                  | 34 | 12 | 9  | 13 | 41 | 35 | +6  | 45 |
| 11. | ОКС Стоміл             | 34 | 11 | 11 | 12 | 34 | 42 | −8  | 44 |
| 12. | Хойнічанка             | 34 | 12 | 7  | 15 | 40 | 45 | −5  | 43 |
| 13. | «Олімпія» (Грудзьондз) | 34 | 11 | 9  | 14 | 39 | 43 | −4  | 42 |
| 14. | «Погонь» (Седльце)     | 34 | 11 | 8  | 15 | 31 | 46 | −15 | 41 |
| 15. | МКС (Ключборк)         | 34 | 11 | 8  | 15 | 40 | 55 | −15 | 41 |
| 16. | ГКС (Белхатув)         | 34 | 10 | 8  | 16 | 35 | 40 | −5  | 38 |
| 17. | «Розвуй» (Катовиці)    | 34 | 11 | 2  | 21 | 35 | 56 | −21 | 35 |
| 18. | «Долькан Зомбки» *     | 34 | 8  | 6  | 20 | 37 | 67 | −30 | 30 |

Примітки: 

1. Клуб «Долькан Зомбки» вибув зі змагань, у подальших матчах їм зараховано поразки 0:3 та переведено до третьої ліги